# Aaron Burr
Aaron Burr, Jr. (Newark, 6 de fevereiro de 1756 – Staten Island, 14 de setembro de 1836) foi um militar e político dos Estados Unidos, filho de Aaron Burr, Sr., foi tenente-coronel do Exército dos Estados Unidos e membro fundador do Partido Democrata-Republicano no estado de Nova Iorque, apoiando fortemente o governador George Clinton. 
Tornou-se o terceiro vice-presidente dos Estados Unidos (4 de março de 1801 – 4 de março de 1805) durante a presidência de Thomas Jefferson, ainda que seja mais famoso pelo seu duelo com Alexander Hamilton (que resultou na morte deste último). Embora o duelo fosse ilegal, Burr nunca foi julgado, e todas as acusações contra ele foram retiradas. No entanto, a morte de Hamilton encerrou a carreira política de Burr.
Burr viajou para o oeste até a fronteira americana, buscando novas oportunidades econômicas e políticas. Suas atividades secretas levaram à sua prisão em 1807 no Alabama sob a acusação de traição. Ele foi levado a julgamento mais de uma vez pelo que ficou conhecido como a conspiração de Burr, um suposto complô para criar um país independente liderado por Burr, mas foi absolvido todas as vezes. Com grandes dívidas e poucos amigos influentes, Burr deixou os Estados Unidos para viver como expatriado na Europa. Ele retornou em 1812 e retomou a advocacia na cidade de Nova York. O breve segundo casamento de Burr resultou em divórcio e mais escândalos. Deficiente por um derrame e financeiramente arruinado, Burr morreu em uma pensão em 1836.